# Michael McDonald (comediante)
Michael James McDonald (nacido el 31 de diciembre de 1964) es un comediante, actor, guionista y director estadounidense. Es conocido por protagonizar el programa de comedia Mad TV. McDonald se unió al programa durante la cuarta temporada (1998) y permaneció en el elenco hasta el final de la decimotercera y penúltima temporada, habiéndose convertido en el miembro del elenco con más antigüedad.  

## Primeros años
McDonald nació en Fullerton, California. Se graduó de la Escuela Primaria Católica St. Juliana en Fullerton, y luego fue a la Escuela Secundaria Servite en Anaheim, California, y se graduó de la Universidad del Sur de California con un título en negocios.
Después de la universidad, un amigo llevó a McDonald a ver un espectáculo de improvisación en The Groundlings Theatre. McDonald dejó su trabajo en el banco y se inscribió en el programa de improvisación The Groundlings. Integró la compañía de 1992 a 1997. Durante ese tiempo, también participó en la escritura y dirección de películas para Roger Corman.
Más tarde, McDonald sería estrella invitada en programas como Seinfeld (en dos episodios interpretando dos papeles diferentes), Just Shoot Me!, Family Matters, Scrubs y NewsRadio. También hizo breves cameos en las tres películas de Austin Powers. McDonald tuvo un papel protagónico con Will Forte y Nicole Sullivan en el programa de MTV Clone High como la voz de Gandhi.

## Carrera

### Comedia en vivo
McDonald ha realizado giras por clubes de stand-up de todo el país. Su especial de comedia Michael McDonald: Model Citizen se estrenó en Showtime el 9 de octubre de 2010. Filmado en el condado de Orange en el OC Pavilion, ha sido descrito como "En parte comedia stand-up, en parte show de un solo hombre, este especial es para cualquiera que, como Michael, encuentre humor en el extraño mundo que nos rodea".

### Cougar Town
McDonald también fue escritor, director y productor de la serie de televisión ABC Cougar Town. Dirigió varios episodios del programa, incluidos "Letting You Go", "Everything Man", "When a Kid Goes Bad", "Stop Arragging My Heart Around" y "Don't Come Around Here No More". McDonald también escribió el episodio "Wake Up Time".

### Mad TV
McDonald se unió al elenco de Mad TV en 1998, y finalmente se convirtió en el miembro del elenco más antiguo en la historia del programa (10 temporadas). Interpretó varios personajes recurrentes, incluidos Stuart Larkin, Rusty Miller, Marvin Tikvah, Sean Gidcomb, Bible Dude, Depressed Persian Tow Truck Man, Fightin' Ron y F. Michael McKrofsky de "Real M********ing Talk" (reemplazando al comentarista blanco simbólico de Andrew Daly en ese sketch).
Después de 10 años en Mad TV, McDonald dejó el elenco, pero fue escritor y director colaborador de la última temporada del programa. McDonald fue el último miembro del elenco en ser contratado en la década de 1990, y el último miembro del elenco que nació en la década de 1960, y es el único miembro del elenco que tiene un clip especial de "lo mejor de" dedicado a él.

### Something So Right
McDonald apareció como el asistente principal de Carly en la comedia de 1996, apareciendo por primera vez en el episodio cuatro de la primera temporada, Something About a Family Photo.

## Filmografía

### Películas
| Año  | Título                                      | Papel                          | Notas             |
| ---- | ------------------------------------------- | ------------------------------ | ----------------- |
| 1991 | Uncaged                                     | Clean Cut John                 |                   |
| 1992 | In the Heat of Passion                      | Nick                           |                   |
| 1992 | Dance with Death                            | Henry                          |                   |
| 1992 | Body Waves                                  | Squirrely                      |                   |
| 1992 | Final Judgement                             | Rainy                          | Video             |
| 1992 | Bloodfist IV: Die Trying                    | Locutor de telediario          | Video             |
| 1993 | Full Contact                                | -                              |                   |
| 1994 | Bloodfist V: Human Target                   | Gerente de joyería             | Video             |
| 1994 | Revenge of the Red Baron                    | Psiquiatra                     |                   |
| 1994 | The Unborn II                               | Trabajador social #1           |                   |
| 1994 | Leprechaun 2                                | Mesero                         |                   |
| 1994 | No Dessert, Dad, Till You Mow the Lawn      | Hipnotizador malvado           |                   |
| 1994 | In the Heat of Passion II: Unfaithful       | Bartender                      |                   |
| 1994 | The Crazysitter                             | Sr. Smith                      |                   |
| 1995 | Carnosaur 2                                 | Piloto del Evac. Team          |                   |
| 1995 | Bloodfist VI: Ground Zero                   | Corey                          | Video             |
| 1995 | Hideaway                                    | Policía joven                  |                   |
| 1995 | Criminal Hearts                             | Tierney                        |                   |
| 1995 | Twisted Love                                | Niño drogado                   |                   |
| 1995 | Bloodfist VII: Manhunt                      | Oficial                        | Video             |
| 1996 | Baby Face Nelson                            | Reportero                      |                   |
| 1996 | Carnosaur 3: Primal Species                 | Oficial de Policía Wilson      |                   |
| 1997 | Austin Powers: International Man of Mystery | Steve Harmon el secuaz malvado |                   |
| 1997 | Casper, la primera aventura                 | Manifestante sarcástico        | Video             |
| 1998 | Casper y la mágica Wendy                    | Spike-Stretch                  | Video             |
| 1998 | Richie Rich's Christmas Wish                | Montgomery                     | Video             |
| 1999 | Austin Powers: The Spy Who Shagged Me       | Soldado de NATO                |                   |
| 2000 | Chump Change                                | Dack                           |                   |
| 2002 | Slackers                                    | Profesor de Economía           |                   |
| 2002 | Austin Powers in Goldmember                 | Guardia Real                   |                   |
| 2003 | Dickie Roberts: Former Child Star           | Maitre d'                      |                   |
| 2004 | Outing Riley                                | Andy                           |                   |
| 2006 | Moonpie                                     | Mitch Henderson                |                   |
| 2013 | The Heat                                    | Julian                         |                   |
| 2014 | Minutes                                     | John Feldman                   | Cortometraje      |
| 2015 | Spy                                         | Patrick                        |                   |
| 2016 | The Boss                                    | Bryce Crean                    |                   |
| 2016 | Cazafantasmas                               | Jonathan                       |                   |
| 2018 | The Happytime Murders                       | Ronovan Scargle                |                   |
| 2018 | The Loud House: Clyde and His Dads          | Howard McBride                 | Voz, cortometraje |
| 2021 | Halloween Kills                             | Little John                    |                   |
| 2024 | La madre de la novia                        | Clay                           |                   |

### Televisión
| Año           | Título                                             | Papel                        | Notas                                                   |
| ------------- | -------------------------------------------------- | ---------------------------- | ------------------------------------------------------- |
| 1987          | Nightlife                                          | Él mismo                     | Episodio: "Episode #1.144"                              |
| 1987          | Stand Up America                                   | Él mismo                     |                                                         |
| 1992          | An Evening at the Improv                           | Él mismo                     | Episodio: "Episode #9.9"                                |
| 1992          | Revenge of the Nerds III: The Next Generation      | Disc Jockey                  | Película de televisión                                  |
| 1993          | Family Matters                                     | Gerente                      | Episodio: "Buds 'n' Buns"                               |
| 1993          | The John Larroquette Show                          | Phil                         | Episodio: "The Past Comes Back"                         |
| 1994          | Revenge of the Nerds IV: Nerds in Love             | Invitado a la fiesta         | Película de televisión                                  |
| 1995          | Sherman Oaks                                       | Jules                        | Episodio: "Golf, Dating, and the Devil"                 |
| 1995          | Sawbones                                           | Prostituta                   | Película de televisión                                  |
| 1995          | Virtual Seduction                                  | Hombre desorientado          | Película de televisión                                  |
| 1995          | A Bucket of Blood                                  | Bailarín                     | Película de televisión                                  |
| 1995–96       | Seinfeld                                           | Jugador #2/Jesse             | Episodio: "The Understudy" & "The Wig Master"           |
| 1995–96       | Night Stand                                        | Ray                          | Episodio: "So You Think You're a Lesbian" & "Clip Show" |
| 1997          | Ellen                                              | The Guy                      | Episodio: "Alone Again... Naturally"                    |
| 1997          | NewsRadio                                          | Lee                          | Episodio: "Airport"                                     |
| 1997          | Night Stand                                        | Chuckie MacDougal            | Episodio: "Pushy Parents"                               |
| 1998          | Instant Comedy with the Groundlings                | Él mismo                     | Episodio: "Episode #1.1 & #1.2"                         |
| 1998          | Just Shoot Me!                                     | Reg                          | Episodio: "The Emperor"                                 |
| 1998          | The Drew Carey Show                                | Asistente de estacionamiento | Episodio: "From the Earth to the Moon"                  |
| 1998          | National Lampoon's Men in White                    | Agente del Servicio Secreto  | Película de televisión                                  |
| 1998–2008     | Mad TV                                             | Él mismo/Miembro del reparto | Protagonista: temporada 4–13, invitado: temporada 14    |
| 1999          | Banned in America: The World's Sexiest Commercials | Presentador                  | Especial de televisión                                  |
| 2001          | Passions                                           | La cara en la piscina        | Episodio: "Episode #1.516-#1.518"                       |
| 2001–03       | Invasor Zim                                        | Robo Papá                    | Voz, recurrente                                         |
| 2001–09       | Scrubs                                             | Mike Davis                   | Recurrente: temporada 1, invitado: temporada 2, 6-8     |
| 2002          | Greg the Bunny                                     | Leo                          | Episodio: "The Singing Mailman"                         |
| 2002–03       | Secundaria de clones                               | Gandhi                       | Voz, protagonista                                       |
| 2005          | Fat Actress                                        | Sam Rascal                   | Recurrente                                              |
| 2005–06       | 7th Heaven                                         | Edward Jameson               | Recurrente: temporada 10                                |
| 2005–09       | Kathy Griffin: My Life on the D-List               | Él mismo                     | Recurrente: temporada 1-5                               |
| 2006          | Talkshow with Spike Feresten                       | Él mismo                     | Episodio: "Michael McDonald"                            |
| 2006          | Desperate Housewives                               | Steven                       | Episodio: "Silly People"                                |
| 2006          | Lovespring International                           | Drake                        | Episodio: "The Demuler"                                 |
| 2008          | My Boys                                            | Paul                         | Episodio: "Spit Take"                                   |
| 2008          | Hannah Montana                                     | Chef Duncan Keats            | Episodio: "Don't Go Breakin' My Tooth"                  |
| 2009          | Pushing Daisies                                    | Galveston Gus                | Episodio: "Kerplunk"                                    |
| 2009          | Kath & Kim                                         | Neil                         | Episodio: "Home"                                        |
| 2009          | Head Case                                          | Stanley                      | Episodio: "Twinkle, Twinkle..."                         |
| 2009          | Reaper                                             | Sr. Elliott Sprong           | Episodio: "To Sprong, with Love"                        |
| 2009          | Rita Rocks                                         | Rob Boone                    | Recurrente: temporada 2                                 |
| 2011          | Cougar Town                                        | Wayne Gibbons                | 2 episodios                                             |
| 2012–13       | Web Therapy                                        | Ben Tomlund                  | Recurrente: temporada 2-3                               |
| 2013          | House of Lies                                      | Carl Criswell                | Recurrente: temporada 2                                 |
| 2013          | Save Me                                            | Randall                      | Episodio: "Heavenly Hostess"                            |
| 2014          | Community                                          | Ronald Mohammed              | Episodio: "Basic Story"                                 |
| 2015          | Newsreaders                                        | James Jordan                 | Episodio: "A Billionaire Goes to Hell; Sitcom Family"   |
| 2016–presente | The Loud House                                     | Howard McBride               | Voz, recurrente                                         |
| 2017          | Superior Donuts                                    | Manfred                      | Episodio: "Painted Love"                                |
| 2017          | Rhett & Link's Buddy System                        | Enrique                      | Episodio: "Spa Trip"                                    |
| 2017–18       | Nobodies                                           | Blaine Kaine                 | Recurrente                                              |
| 2019          | Crazy Ex-Girlfriend                                | MC de Micrófono Abierto      | Episodio: "I'm in Love"                                 |
| 2020          | Brooklyn Nine-Nine                                 | Adam Jarver                  | Episodio: "Ding Dong"                                   |
| 2022          | God's Favorite Idiot                               | Leviathan                    | Episodio: "God, Satan and All the Good Smells"          |
| 2022          | What We Do in the Shadows                          | Gustave Leroy                | Episodio: "Freddie"                                     |
| 2023          | How I Met Your Father                              | Warren                       | Episodio: "The Reset Button"                            |

### Especiales de stand-up
| Año  | Título                          | Papel    | Notas                  |
| ---- | ------------------------------- | -------- | ---------------------- |
| 2010 | Michael McDonald: Model Citizen | Él mismo | Especial de televisión |